# أندرياس غرونتزيغ
أندرياس غرونتزيغ أو أندرياس رولاند غرونتزيغ (بالألمانية: Andreas Roland Grüntzig) هو طبيب قلب وطبيب أشعة ألماني، من مواليد
25 يونيو 1939 بدرسدن. عرف غرونتزيغ بكونه أول من أجرى عملية ناجحة لرأب الوعاء باستخدام القسطرة البالونية، لتحسين تدفق الدم داخل تجويف الشرايين التاجية الضيقة.

## النشأة
ولد أندرياس رولاند غرونتزيغ بحلول 25 يونيو 1939 في درسدن الألمانية. والده ويلمر غرونتزيغ (1902-1945) كان مدرس علوم في مدرسة ثانوية، حاصل على دكتوراه في الكيمياء. تم تجنيده خلال الحرب العالمية الثانية في خدمة الطقس التابعة لسلاح الجو الألماني لوفتفافه، ليموت على الأرجح خلال الحرب. فيما كانت والدته تشارلوتا غرونتزيغ (1907-1955) معلمة. بحلول سنة 1940 وبعد ولادة غرونتزيغ بسنة، انتقلت العائلة إلى منزل أحد أقاربهم في بلدة روخليتس الصغيرة في غرب ولاية ساكسونيا. بعد الحرب، انتقلت تشارلوتا رفقة إبنيها للاستقرار في لايبزيغ مع شقيقتها ألفريدا بيير وأمها. وبحلول عام 1950، انتقلت تشارلوتا بأسرتها إلى بوينس آيرس في الأرجنتين، للعيش مع شقيق زوجها وزوجته. بعد عامين من ذلك، عادت تشارلوتا رفقة إبنيها إلى لايبزيغ. هناك، قضى غرونتزيغ وشقيقه يوهانس مرحلة الثانوية في مدرسة سانت توماس في لايبزيغ. في وقت لاحق من سنة 1957، تخرج غرونتزيغ من مدرسة سانت توماس بدرجة تمييز. في سنة 1956، فر شقيقه يوهانس عبر الحدود إلى هانوفر. بعد حوالي العام تبعه غرونتزيغ.
درس غرونتزيغ في مدرسة بونسن غيمنازيوم في حين التحق شقيقه جامعة هايدلبرغ لدراسة الطب. بحلول خريف عام 1958 بدأ هو الآخر دراسة الطب في جامعة هايدلبرغ، التي تخرج منها في وقت لاحق في 8 أبريل 1964. بعد التخرج، أجرى غرونتزيغ سلسلة من الدورات التدريبية في كل من مانهايم وهانوفر وباد هاغزبورغ ولودفيغسهافن. حيث شملت دراساته الطب الباطني والجراحة الوعائية. عاد غرونتزيغ في سنة 1966 إلى جامعة هايدلبرغ لتولي وظيفة مساعد استشاري في معهد الطب الاجتماعي والمهني التابع للجامعة للتحقيق في عوامل الخطر لأمراض القلب والأوعية الدموية والتهاب الشعب الهوائية المزمن وتنكس الكبد. في سنة 1967، غادر للحصول على زمالة مدفوعة لمدة ستة أشهر لدراسة علم الأوبئة في كلية لندن للصحة. عاد بعد ذلك إلى هايدلبرغ في سنة 1968. وفي وقت مبكر من سنة 1968 غادر لمدة ستة أشهر إلى دارمشتات للعمل كطبيب مساعد في عيادة ماكس راتشو.
بحلول شهر نوفمبر لسنة 1969، انتقلت غرونتزيغ رفقة زوجته المستقبلية ميكايلا إلى زيورخ، حيث كان يعمل في قسم الأوعية الدموية بمستشفى جامعة زيوريخ.

## رأب الأوعية
مع وصول أواخر الستينيات، تعمق غروينتزيغ في عملية رأب الأوعية التي طورها الأمريكي تشارلز دوتير في مؤتمر في فرانكفورت، ألمانيا. في مواجهة مقاومة بيروقراطية في ألمانيا تجاه استكشافه لتقنيات رأب الأوعية الدموية، انتقل غروينتزيغ في سنة 1969 إلى سويسرا.
أجرى غروينتزيغ أول علاج رأب ناجح للأوعية التاجية على إنسان مستيقظ بحلول 16 سبتمبر 1977 في زيورخ (سويسرا). حيث قام بتوسيع مقطع قصير، يبلغ حوالي 3 مم غير متشعب من الشريان الأيسر الأمامي الهابط (LAD)(الفرع الأمامي للشريان التاجي الأيسر)، الذي يغدي الجدار الأمامي وطرف القلب (انظر الدورة الدموية التاجية)، كان يضم تضيقا بدرجة عالية بلغ حوالي 80 في المائة من تجويف الشريان. بحلول سنة 1977 قدم غروينتزيغ نتائج أول أربع حالات رأب أوعية قام بها في اجتماع جمعية القلب الأمريكية  لتلك السنة، مما أدى إلى اعتراف واسع النطاق بعمله الرائد.
كانت النتائج الفورية لهذا العلاج جيدة جدا، على الرغم من استخدام قسطرة بسيطة بالمعايير الحالية. بعد هذا الإجراء، أصبح المريض وبقي دون ذبحة صدرية. تمت إعادة فحص النتائج الأولية لهذا المريض، عن طريق إجراء تصوير للأوعية في جامعة إيموري، في الذكرى العاشرة للعلاج الأولي. بالرغم من مرور فترة ال 10 سنوات هذه،  بقي التديق في الشريان الأيسر الأمامي الهابط متوسعا بشكل كامل تقريبا. حيث كان هناك قدر ضئيل من التضيق المتبقي، ربما أقل من 10 في المائة، مقارنة مع صور من الأصلية، قبل 10 سنوات، قبل وبعد النتائج.
كانت النتائج الممتازة لهؤلاء المرضى الأوليين
واللاحقين بالغة الأهمية للتطور السريع وكذا القبول المتزايد لخيار علاج رأب الدموية. بحلول سنة 1990، كان علاج تضيق الشريان التاجي باستخدام التقنية التي ابتكرها غرونتزيغ أكثر شيوعا من العلاج باستخدام تقنية جراحة الشريان التاجي. يشار إلى هذا النهج العلاجي الآن باسم تقنية رأب الوعاء القديمة البسيطة باستعمال البالون (POBA).
خلال سنوات التسعينيات، أصبح من الممكن إجراء تحسينات رئيسية أخرى، سواء المباشرة منها أو الطويلة المدى، بفضل فهم أفضل للمرض نتيجة لتجارب السريرية باستعمال الموجات فوق الصوتي لفحص الأوعية بالإضافة إلى تطوير دعامات طبية للدعم الميكانيكي لنتائج عملية رأب الوعاء باستعمال البالون.
انطلاقا من أواخر تسعينيات القرن العشرين، تضمنت معظم حالات رأب الأوعية بالاستعانة بالبالون وضع دعامة أيضا؛ حيث يتم توسيع (نفخ) البالون هيدروليكيا لتوسيع الدعامة وتثبتها في مكانها، ومن ثم إفراغه وسحبه خارجا تاركا وراءه الدعامة لدعم تجويف الوعاء ميكانيكيا والمحافظة على شكل الجديد بعد عملية الرأب باستخدام البالون.
تمثل نجاحات غروينتزيغ في هذا المجال، واحدة من أعظم المساهمة التي قدمت يوما لمجال الطب، بعدما أثبت من خلال عمله الميداني أن الأطباء يمكن أن يعملوا داخل الشرايين بأمان، دون الحاجة إلى إجراء جراحة. حيث يمكن اليوم الاستفادة من الدورة الدموية الشريانية على أنها "طريق علاجي"، لتوصيل العديد من أنواع الأجهزة والعقاقير مباشرة إلى القلب والكلى والشرايين السباتية والدماغ والساقين والشريان الأورطي دون الحاجة إلى إجراء عمليات جراحية كبرى أو تخدير عام.

## الحياة الشخصية
لغروينتزيغ ابنة خارج نطاق الزواج، هي كاترين هوفمان، ازدادت في سنة 1967. في نفس الوقت الذي تقابل فيه مع ميكايلا، التي تزوج بها في وقت لاحق من صيف عام 1970 في منزل عائلة ميكايلا البافاري في باد ريشنهول. وبحلول سبتمبر 1976 ازداد لهما ابنة، هي سونجا ميريت غروينتزيغ.

## الوفاة
توفي غروينتزيغ، وهو طيار متمرس، وزوجته في حادث تحطم طائرتهم بيتشكرافت بارون التي كانا على متنها في فورسيث (جورجيا) الأمريكية بحلول 27 أكتوبر 1985. حيث دفن كلاهما بمقبرة ريفرسايد في ماكون (جورجيا).